# 大禁忌
大禁忌是蒙古国肯特省的一处240平方公里的地域，据信是成吉思汗墓地所在。此地在历史上长期被小心地守护着，直到1980年代末期才对考古学家开放。

## 背景
根据《蒙古秘史》，当成吉思汗在不儿罕合勒敦山附近狩猎的时候选择了这片地域。他说：“多么美丽的景色啊！当我死后把我埋葬在这里吧。”
他具体是否被埋在这里不详，但蒙古人采取了几个步骤。此地难以到达，要通过覆盖着茂密森林的一系列山，并被宣称是神圣的，除了达尔扈特人以外禁止所有人入内。达尔扈特人是一组精英战士及其家人，负有禁止任何人进入的责任，否则就是死罪。唯一一个可以进入的合法理由是埋葬成吉思汗亲属。

## 历史
自1227年成吉思汗死后，达尔扈特人及其后代忠诚地执行了他们的任务，直到1924年苏联的卫星国蒙古人民共和国成立为止。苏联害怕这片地域会成为公众易接近的成吉思汗纪念碑，将会鼓舞蒙古的民族主义，因此宣称此地是“高度受限制区域”，对其附近的10,400平方公里土地进行隔离。

## 现代发掘
第一个对这里的考古发掘是1989年的“三河”探险队，是一支由读卖新闻支持的蒙古-日本联合的考古队。考古队自1989年至1992年期间使用超声波技术，发现了可能是蒙古贵族的墓葬，數量多達1,380个。